# 非凸大斜方截半立方體
在幾何學中，非凸大斜方截半立方體又稱擬小斜方截半立方體（Quasirhombicuboctahedron）是一種星形均勻多面體，由8個正三角形和18個正方形組成，索引為U17，對偶多面體為大鳶形二十四面體，可以視為是截角立方體的刻面多面體。非凸大斜方截半立方體的外觀與大立方截半立方體類似，只是八角星面被移除，面連接的方式也不相同:132，但兩者都具備八面體群對稱性。

## 性質
非凸大斜方截半立方體共由26個面、48條邊和24個頂點所組成。在其26個面中，有8個正三角形面和18個正方形面。在其24個頂點中，每個頂點都是3個正方形和1個三角形的公共頂點，且對應的頂角組成面皆依照正方形、三角形（反向相接，計為3/2或-3）、正方形和正方形的順序排列，在頂點圖中可以用4.3/2.4.4、(3/2,4,4,4)、(4,4,3/2,4)、(-3.4.4.4):480來表示。若將非凸大斜方截半立方體作為一個簡單多面體，也就是將自相交的部分分離開來，則這個立體會有488個外部面。

### 表示法
非凸大斜方截半立方體在考克斯特—迪肯符号中可以表示為，在施萊夫利符號中可以表示為t0,2{4,3⁄2}，在威佐夫記號中可以表示為3/2 4 | 2。

### 尺寸
若非凸大斜方截半立方體的邊長為單位長，則其外接球半徑為：
{\displaystyle R={\frac {\sqrt {5-2{\sqrt {2}}}}{2}}\approx 0.7368128791}
邊長為單位長的非凸大斜方截半立方體，中分球半徑為：
{\displaystyle R_{M}={\frac {\sqrt {2\left(2-{\sqrt {2}}\right)}}{2}}\approx 0.5411961001}
體積{\displaystyle V}與表面積{\displaystyle A}為：
{\displaystyle V={\frac {10{\sqrt {2}}-12}{3}}\approx 0.392837}
{\displaystyle A=18+2{\sqrt {3}}\approx 21.464102}

### 二面角
非凸大斜方截半立方體有兩種二面角，分別為正方形面與正方形面的二面角以及正方形面與三角形面的二面角。其中正方形面與正方形面的二面角為45度。而正方形面與三角形面的二面角為三分之根號六的反餘弦值，約為35.264度：
{\displaystyle \angle }正方形{\displaystyle ,}三角形{\displaystyle \,=\arccos \left({\frac {\sqrt {6}}{3}}\right)\approx 0.61547970867\approx 35.264390^{\circ }}

### 凸包
非凸大斜方截半立方體的凸包是一個阿基米德立體——截角立方體。
| 凸包 | 非凸大斜方截半立方體 |

### 頂點座標
若非凸大斜方截半立方體邊長為單位長，且幾何中心位於原點，則其頂點座標為下列座標的全排列：
{\displaystyle \left(\pm {\frac {{\sqrt {2}}-1}{2}},\pm {\frac {1}{2}},\pm {\frac {1}{2}}\right)}

### 分類
由於非凸大斜方截半立方體的頂點圖為交叉梯形且具備點可遞的特性，同時，其存在自相交的面，因此非凸大斜方截半立方體是一種自相交擬擬正多面體（Self-Intersecting Quasi-Quasi-Regular Polyhedra）。自相交擬擬正多面體一共有12種，除了小雙三角十二面截半二十面體外，其餘由阿爾伯特·巴杜羅（Albert Badoureau）於1881年發現並描述。
| 小立方立方八面體       | 大立方截半立方體           | 非凸大斜方截半立方體       | 小十二面截半二十面體   |
| 大十二面截半二十面體   | 小雙三角十二面截半二十面體 | 大雙三角十二面截半二十面體 | 二十面化截半大十二面體 |
| 小二十面化截半二十面體 | 大二十面化截半二十面體     | 斜方截半大十二面體         | 非凸大斜方截半二十面體 |

## 相關多面體
非凸大斜方截半立方體的頂點布局與其凸包截角立方體相同，同時其邊布局也和大立方截半立方體、大斜方立方體相同。其頂點圖則與偽大斜方截半立方體相同。
| 截角立方體 | 非凸大斜方截半立方體 | 大立方截半立方體 | 大斜方立方體 | 偽大斜方截半立方體 |

### 對偶多面體

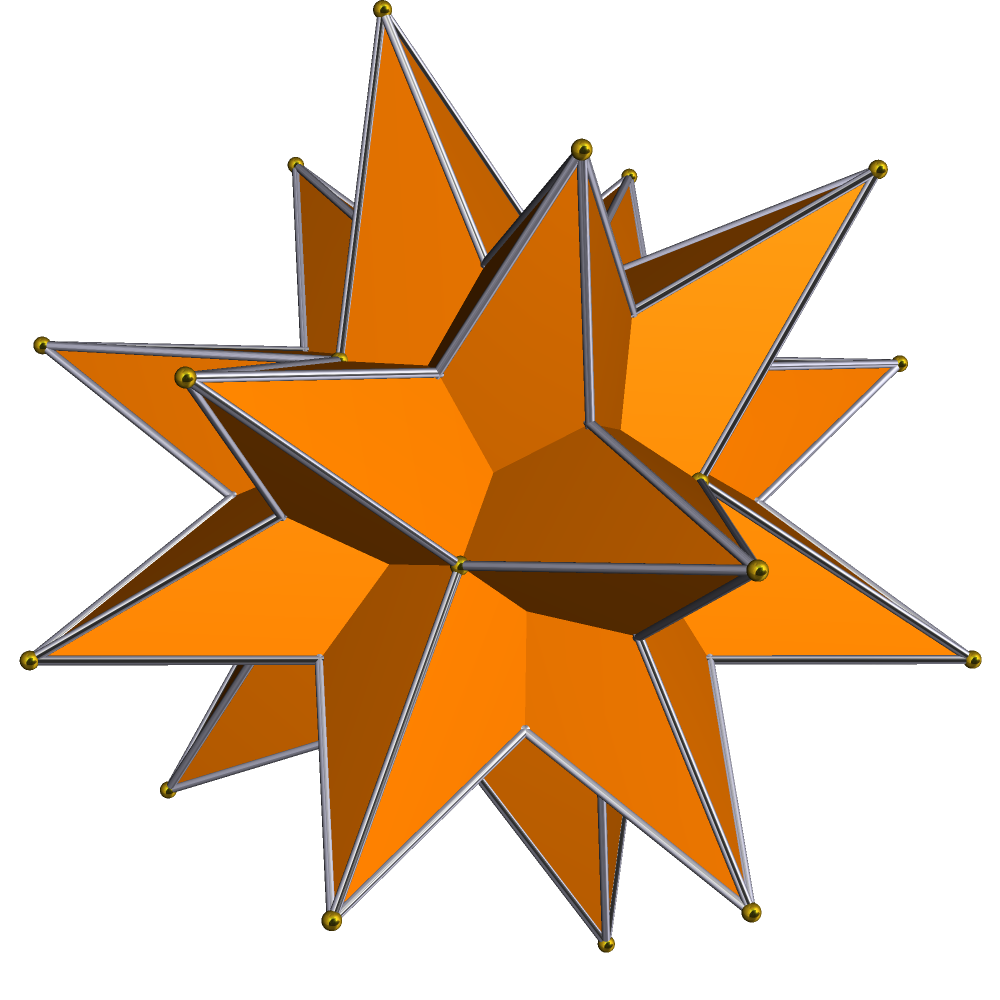
非凸大斜方截半立方體是大鳶形二十四面體

非凸大斜方截半立方體是大鳶形二十四面體，是一種星形二十四面體，由24個凹鳶形組成。